# Sean Gannon
Sean Gannon (Dublino, 11 luglio 1991) è un calciatore irlandese, difensore dello Shelbourne.

## Carriera
Ha giocato nella prima divisione irlandese.

## Palmarès

### Club

#### Competizioni nazionali
- Campionato irlandese: 10

Shamrock Rovers: 2011, 2021, 2022
St Patrick's: 2013
Dundalk: 2014, 2015, 2016, 2018, 2019
Shelbourne: 2024
- Coppa di Lega irlandese: 3

Dundalk: 2014, 2017, 2019
- Coppa d'Irlanda: 3

Dundalk: 2015, 2018, 2020
- Supercoppa d'Irlanda: 4

Dundalk: 2015, 2019
Shamrock Rovers: 2022
Shelbourne: 2025